# Rita Orji

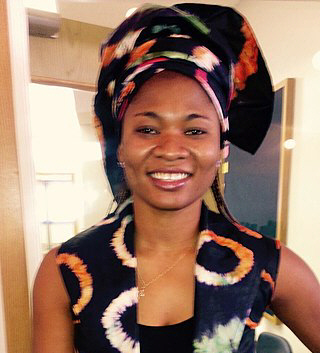
Rita Orji (2019)

Rita Oluchi Orji (geb. in Enugu) ist eine nigerianisch-kanadische Informatikerin mit den Schwerpunkten Persuasive Kommunikation und Mensch-Computer-Interaktion.

## Herkunft und Ausbildung
Rita Orji wuchs im nigerianischen Bundesstaat Enugu auf, wo sie keinen Zugang zu einem Computer hatte. Im Alter von 13 wurde sie Mitglied des nationalen Teams für die Internationale Mathematik-Olympiade. Rita Orji studierte Informatik an der Nnamdi Azikiwe University in Awka mit dem besten Abschluss ihres Jahrgangs. 2002 gründete sie die Non-Profit-Organisation Education for Women and the Less Privileged in Nigeria, die Mentoring und Stipendien für Frauen in der Ausbildung anbietet. Rita Orji begann ein Masterstudium an der Technischen Universität des Nahen Ostens in Ankara, wo sie die einzige schwarze Studentin war. Sie schloss ihr Studium 2009 ab und wechselte nach Kanada.

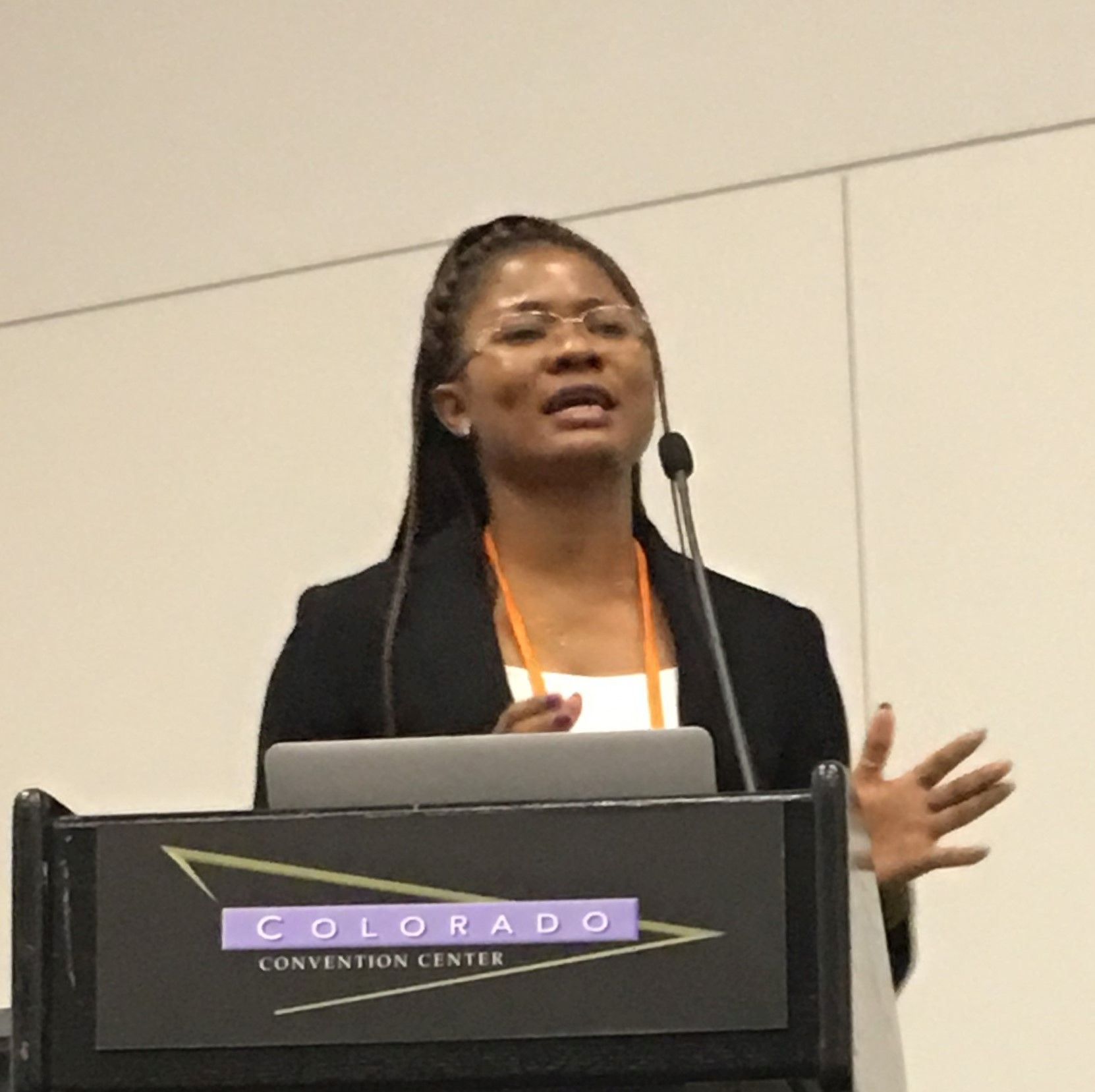
Rita Orji bei einem Vortrag in Colorado (2017)

Dort promovierte sie 2014 an der University of Saskatchewan in Saskatoon zur Ph.D.

## Karriere
Zunächst arbeitete sie auf Postdoc-Stellen an der McGill University in Montreal und am Games Institute der University of Waterloo in Ontario.
Im Juli 2017 wechselte Rita Orji als Banting Fellow und Associate Professor an die Fakultät für Informatik der Dalhousie University in Halifax.
Ihr Forschungsinteresse gilt vor allem persuasiver Technologie und wie mit interaktiven Systemen gesundheitsförderndes Verhalten unterstützt werden kann, bspw. bei Ernährung, körperlicher Aktivität, geistiger Gesundheit, Nikotinabhängigkeit oder riskantem Sexualverhalten. Sie untersuchte, wie Sozialisation und Alter die Effizienz persuasiver Technologien beeinflusst, und wie sich das Verhalten von Männern und Frauen bezüglich Belohnung, Wettbewerb, sozialem Vergleich und sozialem Lernen in kollektivistischen und individualistischen Kulturen unterscheidet.

## Gesellschaftliches Engagement
Rita Orji setzt sich für die Förderung von Jugendlichen und den Zugang zur Bildungsangeboten für Frauen ein.
2012 hielt sie einen Vortrag vor dem kanadischen Parlament über Gesundheitsförderung und Krankheitsprävention. 2018 war sie Rednerin vor der Frauenrechtskommission der Vereinten Nationen in New York City im Panel: It is Up to Me (CSW62).

## Auszeichnungen und Ehrungen (Auswahl)
- 2021 Wahl unter die Top 100 Leading Nigerian Women[15]
- 2020 Outstanding Young Computer Science Researcher Awards der kanadischen Gesellschaft für Informatik (CS-Can)[16]
- 2020 Canada Research Chair für Persuasive Technologie durch das Canada Research Chair program der kanadischen Regierung[17]
- 2020 Aufnahme in die Akademie der Wissenschaften Kanadas[18]
- 2019 Dalhousie University President’s Research Excellence Award[19]
- 2019 International Society for Research on Internet Interventions Rising Star Award[20]
- 2018 Women Leaders in the Digital Economy Award, Digital Nova Scotia[21]
- 2017 Nnamdi Azikiwe University Award of Excellence[14]
- 2017 Wahl unter die Top 150 Canadian Women in Science, Technology, Engineering, and Mathematics (STEM) (hEr VOLUTION)[22]
- 2013 University of Saskatchewan Research Excellence in Science Award/[23]
- 2011 Georges-Vanier-Stipendium des Natural Sciences and Engineering Research Council.[6]